# Comuna Novojîlivka, Bilohirsk
Novojîlivka (în ucraineană Новожилівка) este o comună în raionul Bilohirsk, Republica Autonomă Crimeea, Ucraina, formată din satele Hannivka, Novojîlivka (reședința), Novooleksandrivka și Turhenieve.

## Demografie
Componența lingvistică a comunei Novojîlivka
     Tătară crimeeană (46,86%)
     Rusă (39,32%)
     Ucraineană (10,13%)
     Alte limbi (1,35%)
Conform recensământului din 2001, nu exista o limbă vorbită de majoritatea populației, aceasta fiind compusă din vorbitori de tătară crimeeană (46,86%), rusă (39,32%) și ucraineană (10,13%).